# Cephalophyllum framesii
Cephalophyllum framesii es una especie de planta suculenta perteneciente a la familia de las aizoáceas. Se encuentra en África.

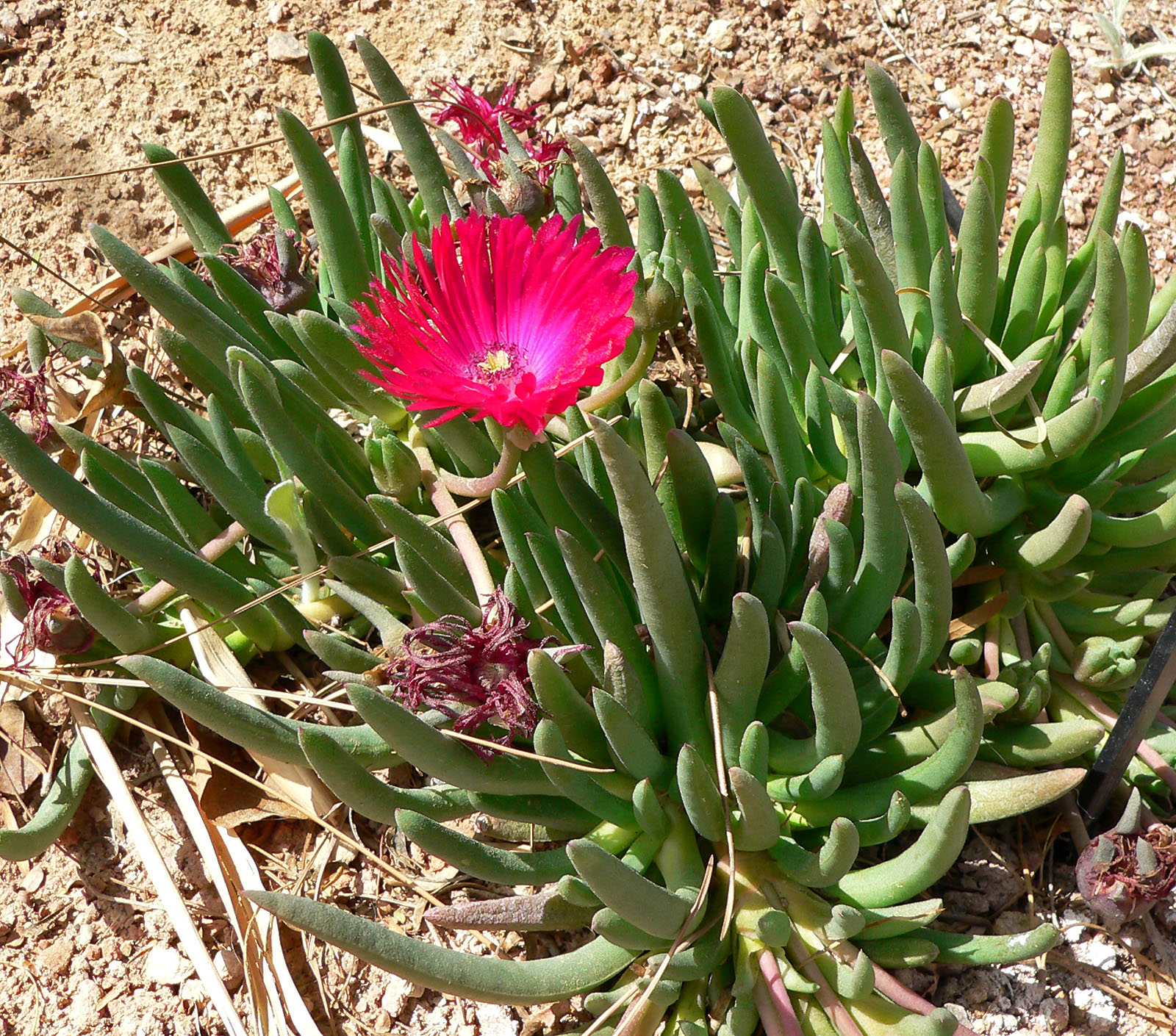
Vista de la planta

## Descripción
Es una planta suculenta perennifolia de pequeño tamaño que alcanza los 8 cm de altura y se encuentra en Sudáfrica a una altitud de 80 a 350 metros.

## Taxonomía
Cephalophyllum framesii fue descrita por Harriet Margaret Louisa Bolus, y publicado en Notes Mesembryanthemum 2: 127. 1929
Etimología
Cephalophyllum: nombre genérico que deriva de las palabras griegas: cephalotes = "cabeza" y phyllo = "hoja".
framesii: epíteto
Sinonimia
- Cephalophyllum densum N.E.Br.
- Cephalophyllum ramosum N.E.Br.
- Cephalophyllum stayneri L.Bolus